# Gabrielle Union
Gabrielle Union, född 29 oktober 1972 i Omaha, Nebraska, är en amerikansk skådespelerska som bland annat har spelat med i filmerna Bring It On och Say Uncle.
Gabrielle har också gästspelat i TV-serierna Sjunde himlen och Vänner.

## Filmografi (urval)
- 1999 – 10 orsaker att hata dig - Chastity
- 1999 – She's All That - Katie
- 2000 – Bring It On - Isis
- 2001 – The Brothers - Denise Johnson
- 2003 – Bad Boys II - Sydney "Syd" Burnett
- 2003 – Cradle 2 the Grave - Daria
- 2006 – Det är nåt som inte stämmer - Dorothy
- 2008 – Ett UFO i New York - Three
- 2008 – Cadillac Records - Geneva
- 2016 – Almost Christmas - Rachel
- 2024 – Space Cadet
- 2024 – Riff Raff
- 2026 – Goat – bäst i världen